# Нишка Бања топла вода
„Нишка Бања топла вода“ једна је од српских староградских песама, настала у првој половини 20. века у нишком крају. Њен композирор је Душан Цветковић, (1892 — 1978) који је био је српски уметник, глумац, оперски певач, редитељ, драмски писац, управник позоришта, аутор више од 50 драмских текстова и један од уметника који је снимио прву грамофонску плочу у бившој Југославији.

## Опште информације
Песма која је настала 1927. године говори о благодетима бањске воде које пружа Нишка Бања. Према речима Миљане Ђорђевић из историјског архива Ниш, Душан Цветковић је користећи један рапорт компоновао музику и написао текст песме поводом једне прославе у Нишкој Бањи.
До данас текст песме је временом претрпео бројне измене, али су музика и ритам остали исти. У оригиналу се изводи само прва строфа, а песма је имала седам строфа.
Песма је омиљена широм нишког краја, и уобичајно је да се изводи у разним приликама или чује на прославама.
Незванична је химна фествала вина — „Дана вина и мерака“ — који се одржава сваке године у Бањи на дан светог Трифуна, заштитника винограда и винара.
Песма има више верзија, од којих су две најпознатије. Једна од те две верзије је делом на српском а делом на ромском језку.
Познати извођач ове песме је Оливера Катарина.

## У популарној култури
Песма „Нишка Бања топла вода”, пева се на свим континентима, изводе је бројни српски музичари међу којима је и познати виолиниста Немања Радуловић, амерички хорови и јапанске групе, изводи се и у холивудском филму Boychoir (2014), у коме је канадског режисера Франсоа Жирар песму употребљавао за увежбавање дисања дечака, чланова хора. Као аутор песме у филму се наводи само Ник Пејџ, без напомене о њеном правом извору.